# Котляров, Георгий Макарович
Георгий Макарович Котляров (1.07.1928 — 6.11.2018) — советский хозяйственный, государственный и политический деятель, Герой Социалистического Труда (1975).

## Биография
Родился в 1928 году в селе Ягодное. Член КПСС.
С 1945 года — на хозяйственной, общественной и политической работе. В 1945—1988 гг. — тракторист, комбайнер Ветковской машинно-тракторной станции, комбайнер колхоза «Октябрь» Ветковского района Гомельской области Белорусской ССР
Указом Президиума Верховного Совета СССР от 10 февраля 1975 года присвоено звание Героя Социалистического Труда с вручением ордена Ленина и золотой медали «Серп и Молот».

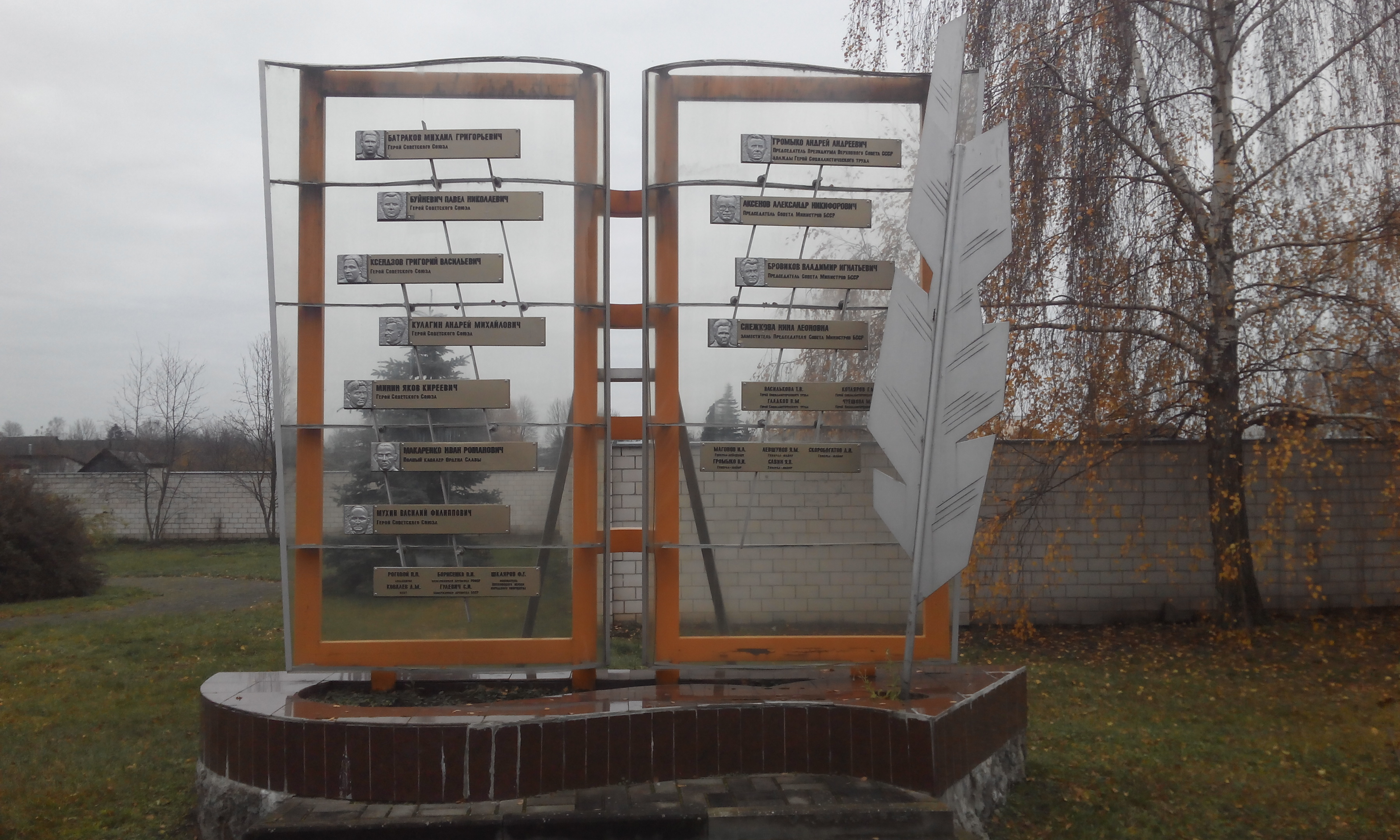
Памятник известным уроженцам Ветковского района в Ветке (Гомельской области)

Избирался депутатом Верховного Совета Белоруской ССР 9-го созыва.
Жил в деревне Шерстин.

## Награды и звания
- Орден «Знак Почета»
- Медаль «За трудовую доблесть»
- Два Ордена Ленина
- Орден Трудового Красного Знамени

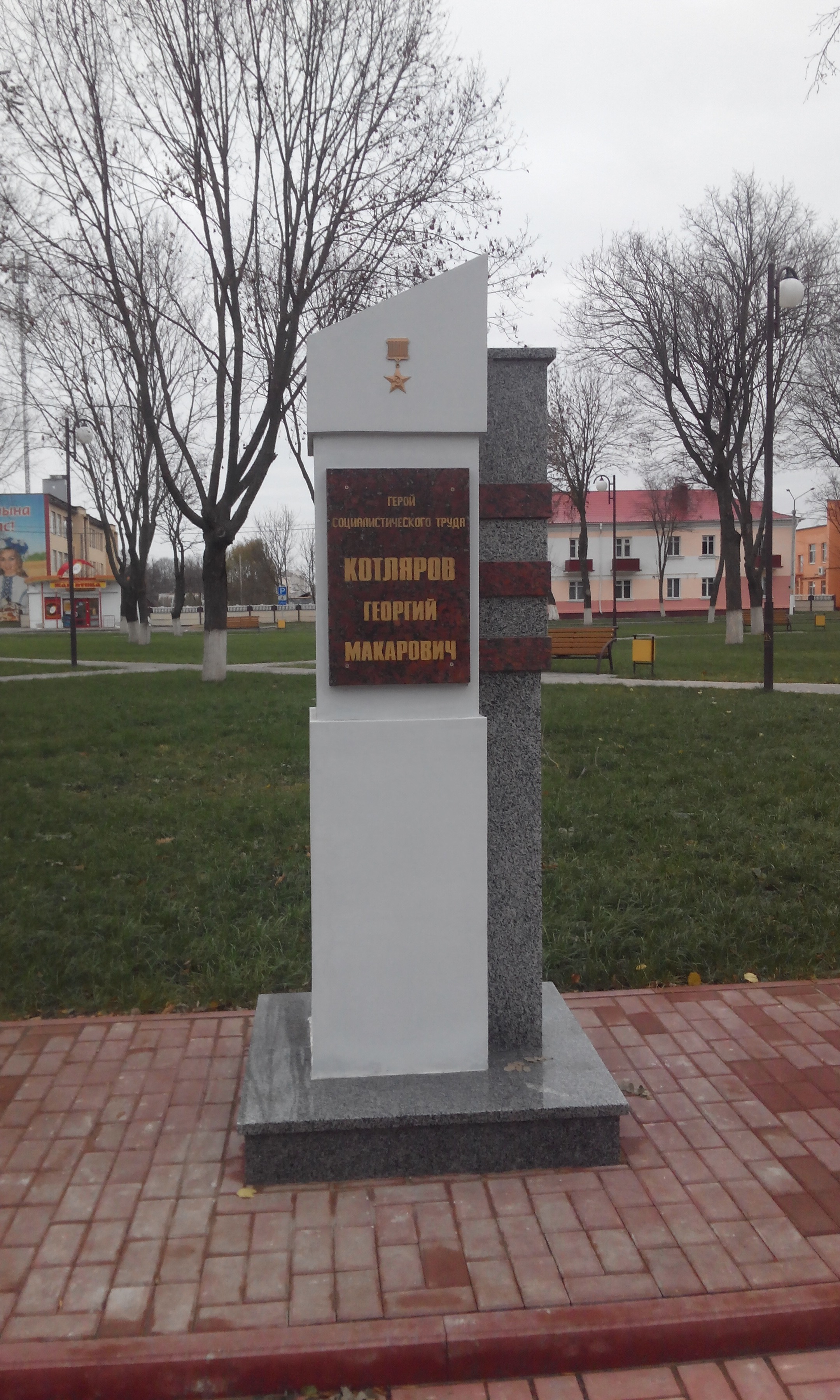
Стела в честь Г. М. Котлярова на Аллее Героев — знаменитых уроженцев Ветковского района.

- Герой Социалистического Труда (1975)
- 3 октября 2008 года присвоено звание «Почётный гражданин Ветковского района»

## Память
- Стела в честь Г. М. Котлярова на Аллее Героев — знаменитых уроженцев Ветковского района. Расположена в Ветке (Гомельская область), на центральной площади.
- Имя на памятнике известным уроженцам Ветковского района. Памятник в форме раскрытой книги установлен в Ветке (Гомельская область).